# استندیش (میشیگان)
استندیش، میشیگان (به انگلیسی: Standish, Michigan) یک شهر در ایالات متحده آمریکا با جمعیت ۱٬۵۰۹ نفر است که در میشیگان واقع شده‌است.

## موقعیت جغرافیایی
موقعیت جغرافیایی شهرها و مناطق اطراف به شرح زیر است: